# Giuseppe Viggiani

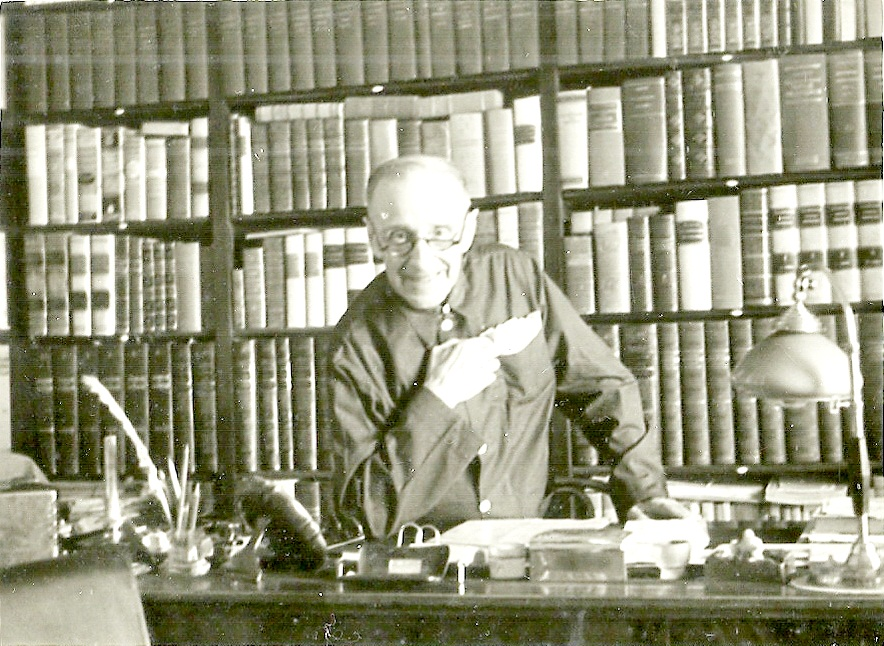
Giuseppe Viggiani

Giuseppe Viggiani (Napoli, 31 marzo 1892 – Napoli, 29 marzo 1962) è stato un pittore, scrittore, traduttore e bibliofilo italiano.

## La famiglia
Nacque a Napoli (NA) da Carolina Fortunato e Carlo Viggiani.
I genitori appartenevano a vecchie e benestanti famiglie della Basilicata: Ernesto e Giustino Fortunato erano suoi zii, fratelli di Carolina. Emmanuele Viggiano, nel 1805, aveva pubblicato le "Memorie della Città di Potenza".
Giustino Fortunato era molto legato a sua sorella Carolina e la sua famiglia, quindi aveva molto a cuore la formazione morale e culturale del nipote Giuseppe Viggiani: la costante attenzione verso il giovane è confermata da un fitto carteggio che anche a distanza rinsaldava una consuetudine al dialogo che tra i due doveva essere costante.Il ruolo cruciale di Fortunato nell'educazione etica e letteraria del nipote si delinea da una serie di suggerimenti e di pareri su opere letterarie. Attraverso le lettere di Giustino Fortunato al nipote si coglie la rilevanza del ruolo dello zio nella formazione del giovane Viggiani.
Sposato con Maria de Hippolytis, ha avuto quattro figli: Domenico, Carolina, Gerardo e Carmine.

## Biografia

### Studi
Compì studi classici presso il collegio Bianchi tenuto dai padri Barnabiti. Partecipò, in fanteria, alla prima guerra mondiale, raggiungendo il grado di capitano; fu ferito e decorato. Al ritorno dalla guerra si laureò in legge, ma abbandonò ogni altra attività per essere allievo dell'Accademia di Belle Arti di Napoli sotto la guida dei maestri Edoardo Dalbono, Federico Rossano, Federico Cortese e Rubens Santoro. 

### Pittore
Come artista pittore, raggiunse una certa notorietà (v. Comanducci, Benezit, Thieme und Becker) e dobbiamo ricordare ancora altre note positive che giornalisti e critici hanno scritto sulle opere di Viggiani per esempio Carmelo Sgroi, sulla rivista "Vita Nova" del febbraio 1928, che ricordava come lui riuscisse a creare grandi opere sul tema della sua Basilicata: “Donne di Avigliano", “Lungo il Basento", “La Fiera di Potenza", “Il mercato di Potenza", "Sulla strada di Montocchio".
Nelle sue opere trattò i fiori, gli interni, la marina, la natura morta, il paesaggio, ma fu specialmente figurista.
Egli dal 1920 partecipò alle principali mostre italiane: nel 1920 fu presente alla Mostra Giovanile napoletana; nel 1921, con una Mezza figura di vecchia, alla Prima Biennale di Napoli; dal 1920 al 1927 a tutte le mostre della Promotrice “Salvator Rosa” di Napoli; nel 1925 alla Mostra del Grigioverdi,nel 1926. insieme a Ercole Bianchi, espone in personale a Potenza, fino al 1930 a quelle degli “Amatori e Cultori” di Roma; a tutte le mostre del Circolo Artistico di Napoli dal 1923 in poi; alla Prima Quadriennale Romana (1931); nonché a molte mostre collettive di napoletani, in Italia ed all’estero.
Fu premiato alla IV Biennale Calabrese (1926).
Tenne anche esposizioni personali a Napoli, a Roma, a Potenza. Partecipò a molte mostre anche nazionali, fino a quando la irriducibile militanza antifascista non lo escluse dalle stesse prima ancora di provocarne, nel 1941, l'arresto e l'internamento all'ospedale psichiatrico provinciale ed altri tra cui il Bianchi di Bellavista. Continuò, tuttavia, a dipingere con assiduità fino a quando nel 1943 lo studio non venne distrutto dal bombardamento americano del 4 agosto, che causò la distruzione di quasi tutte le sue opere e di moltissimi volumi d'arte.

### Traduttore e scrittore
l dolore di quella perdita, l'amarezza per le cose che lo circondavano, l'incubo di non essere riuscito nell'arte, gli tolsero energia sicché abbandonò i tentativi di riprender la tavolozza. Ritiratosi nella sua casa di via Posillipo, poco attirato dalla vita sociale e mondana, si abbandonò a quella passione per la lettura, la scrittura e per i libri che aveva nutrito fin da adolescente.
Tradusse il Journal di Lauria Besta Kircheff,  il Corricolo di Alessandro Dumas, Errori di Hjalmar Söderberg, Siren Land di Norman Douglas, Napoleon the last phase  di Lord Rosebery, Deläide di Mechtilde Lichnonwsky. Queste traduzioni non furono mai state pubblicate, ad eccezione di Siren Land nel 1972 a cura di suo figlio Domenico Viggiani. La traduzione di Deläide è alla Biblioteca Nazionale di Napoli "Vittorio Emanuele III" (ms.XVIII.86, 9 Febbraio 1937, ff.154). Anche alcuni racconti, un romanzo incompiuto, ed alcuni saggi, tra i quali notevole "Cronologia della mia vita di guerra", scritto nell'ottobre 1943 e un breve racconto intitolato "Nuvole" non furono mai pubblicati. Giuseppe narrava la vacanza che tutti gli anni la famiglia Lorenzani passava a Potenza nei mesi più caldi, proveniente da Napoli: tra i tanti componenti di questo numeroso gruppo familiare c'era un ragazzo che si chiamava Luciano e su di lui scrisse intere pagine. Come si può immaginare, Lorenzani era un cognome di pura fantasia, stava per Viggiani, e Luciano era il nome creato per parlare di se stesso. Furono invece pubblicati alcuni articoli sulla rivista "L'Arca" edita a Potenza, su "Pro Famiglia", "Il Popolo di Roma" (Cronache Napoletane) , "Il Mattino" di Napoli, “La Gazzetta del Mitragliere” ed altre riviste.

## La biblioteca Viggiani
La sua biblioteca era essenzialmente costituita da opere italiane, francesi, inglesi e tedesche, di carattere letterario, storico ed artistico ma soprattutto riccamente dotata di enciclopedie e di materiale bibliografico riguardante le suddette specializzazioni. Delle opere letterarie una notevole sezione comprendente classici greci e latini era costantemente aggiornata. In ogni camera, pigiati fino al soffitto, erano conservati migliaia di volumi, giornali e riviste che aveva raccolto nel corso della sua vita.
Dopo la morte di Giuseppe Viggiani, avvenuta a Napoli, il 29 marzo 1962, i figli fecero donazione alla Biblioteca Nazionale di questa biblioteca, per onorare la sua memoria. I suoi libri andarono a costituire, alla fine del 1965, il Fondo Giuseppe Viggiani della Biblioteca Nazionale di Napoli "Vittorio Emanuele III", che tra l'altro proprio ai libri di Viggiani abbinò un'iniziativa sperimentale: la Sezione Viggiani che, in quanto nucleo organico recente e a sé stante, rimaneva aperta e consultabile anche la domenica mattina.
Dopo l'inaugurazione della Biblioteca Nazionale di Potenza la Sezione Viggiani divenne parte costitutiva della nuova Biblioteca a eccezione di 5 testimonianze che restarono a Napoli:
- ms. XVIII.84, Progetto della riduzione e decorazione del Palazzo della Principessa della villa inviato al Marchese del Vasto Maggiordomo Maggiore di Sua Maestà di Pompeo Schiantarelli, Napoli 21 marzo 1725, ff.8.
- ms. XVIII.85, Memoria relativa ai modi di trarre tutto l'utile possibile dalle acque del Regio Canale di Sarno coll'aggiunta di talune notizie relative alla fabbrica d'armi di Torre Annunziata di Enrico Ruffo, Torre Annunziata 30 giugno 1838, ff.40.
- ms. XVIII.86, Deläide, romanzo di Mechtilde Lichnonwsky, tradotto da Giuseppe Viggiani, Napoli 9 febbraio 1937, ff.154.
- ms. XVIII. 87 A-B, La terra delle sirene di Norman Douglas, Introduzione, traduzione e tavola alfabetica di Giuseppe Viggiani, (dattiloscritto), ff218. Anche una lettera a Giuseppe Viggiani firmata Maria Carolina, Roma, 11 Settembre 1955
- ms. XVIII.88, Fotografia di Giuseppe Viggiani.

Dei volumi della raccolta sono stati donati alla Biblioteca Nazionale oltre 15.000 (11 Cinquentine), oltre molti opuscoli ed alcune cartelle di ritagli. Circa 5.000 sono stati trattenuti dai figli e tra questi sono alcune enciclopedie, dizionari ed atlanti, libri d'arte e di argomento relativo a Napoli e al Mediterraneo.
Il 1 aprile 1962, il giornale "Roma" (Napoli), nella pagina 8, titolava un articolo dedicato alla sua memoria: “La morte del pittore Viggiani. Una vita austeramente dedicata all’arte e alla Patria”.

## Una mostra nel secolo XXI
Il Centro Annali "Nino Calice" organizzò la mostra “Vincenzo Marinelli e gli artisti lucani dell'Ottocento”, inaugurata a Potenza il 28 marzo 2015 fino il 2 giugno dello stesso anno, a cura di Isabella Valente. Nella sala 5 si presentavano 10 opere di Giuseppe Viggiani. Uno degli articoli del suo Catalogo (Calice Editori, 2015), si intitola "Giuseppe Viggiani, un artista lucano di Napoli", di Nicola De Blasi, pp 206-224.
Anche il Centro Annali insieme all’Università degli Studi di Napoli Federico II organizzò il convegno “Ottocento lucano: modelli culturali nell'Italia che nasce” a Napoli presso la sala convegni del Complesso Monumentale di San Domenico Maggiore (13 aprile 2015). Una delle relazioni fu: “Giuseppe Viggiani artista lucano di Napoli nelle lettere inedite di Giustino Fortunato”, Nicola De Blasi, Università degli Studi di Napoli Federico II.

## Opere

### Pitture
- Uno dei suoi migliori lavori è Una Madonna, esposto nel 1930 alla Mostra d'Arte Sacra Napoletana, ed acquistato dal Municipio di Napoli, attualmente nella Sala Azzurra.
- Altri sono proprietà del Municipio di Lecce,
- di quello di Reggio Calabria,
- della Provincia di Napoli,
- della Camera di Commercio di Potenza,
- nonché di importanti raccolte private, come quella del barone Chiarandà.
- Un altro: Estate (1926) nei Musei Aiello Moliterno “Novecento Lucano”[2]
- Nella raccolta del Circolo Artistico Politecnico di Napoli: Natura morta con strumenti di pittore (1925-1927).

### Articoli pubblicati sulla rivista
- L’Arca

Note d’arte,N°1, novembre 1925, anno I, N°1, pp. 19–20.
Il pittore Federico Rossano in Basilicata - settembre 1909, gennaio 1926, anno 2, N°2, pp. 14–16.
- Pro Familia

Per un Centenario, anno 8, N°39 del 29 settembre 1907, pp. 206–207.
Il Congreso di Benevento, anno 9, N°19 del 19 maggio 1908, pp. 303–304.
In viaggio, racconto, anno 10, N°2 del 10 gennaio 1909, pp. 23–26.
- Il Popolo di Roma (Cronache Napoletane)

La Mostra Manciniana, del 12 febbraio 1931, p. 3.
La Mostra di Paolo Emilio Passaro nella “Permanente” del Circolo Artístico di Napoli, del 15 febbraio 1931, p. 3.
Il pittore Federico Rossano in Basilicata: un purissimo artista, del 18 febbraio 1931.
Arte e Artisti: L’Almanacco: il vero Giotto, del 21 febbraio 1931.
Serate all’Artistico: Monteforte, del 27 febbraio 1931.
Tre pittori napoletani a Milano, del 5 marzo 1931, p. 3.
La Mostra di Umberto Coromaldi nella Galleria Giosi, del 8 marzo 1931, p. 3.
Leon Giuseppe Buono nella “Permanente” del Circolo Artístico di Napoli, del 26 marzo 1931, p. 3.
Roberto Pane, acquafortista e pittore alla “Compagnia degli Illusi”, del 2 aprile 1931,p. 3.
Giuseppe Uva alla “Permanente” del Circolo Artístico di Napoli, del 9 aprile 1931,p. 3.
Attilio Pratella alla “Sala Paola”, del 6 maggio 1931, p. 3.
Mostra Mercadante, Striccoli, Puchetti, del 7 maggio 1931.
Mostre d´arte, del 12 maggio 1931, p. 3.
La Mostra Primaverile del Circolo Artistico nella “Permanente” alla Villa Comunale, del 19 maggio 1931, p. 3.
Mostra Femminile d’Arte dell’Assocciazone Nazionale delle Donne Professioniste ed Artiste nella “Sala Paola”, del 22 maggio 1931, p. 3.
La Mostra d’Arte Pro Consorzio Antitubercolare, del 23 maggio 1931, p. 3.
- Il Mattino

Lettera al cronista Gialanze, 12 luglio 1930.
- La Gazzetta del Mitragliere

Il Fante, racconto, anno 2, numeri 10, 11 e 12 del 20 e 27 marzo e del 3 aprile 1919
Da Cellatica, N°12 del 3 aprile 1919, p. 3.
Il Fante ed il Maresciallo, racconto, N°15 del 24 aprile 1919.
- Fra tanti: su“Nuova Europa”, nella rubrica “La bocca della verità”

Un consiglio, N°48 del 2 dicembre 1945.

### Traduzione pubblicata
- “Siren Land (La terra delle sirene)” di Norman Douglas, fu fatta conoscere a Giuseppe Viggiani, nel novembre 1940 dal Signor Cole, vice Console Americano, in Napoli e dalla sua Consorte. L’opera era proibita dal Fascismo e il Viggiani dovette riprodurla con una Leica e con dispositivo “Bazoo”.

La traduzione fu eseguita saltuariamente nell'anno 1944, in circa 35 giorni e dattilografiata dal 13 Maggio al 13 Giugno del anno 1945. Ma non fu pubblicata fino 1972 a cura di Domenico Viggiani come La Terra delle Sirene di Norman Douglas, Introduzione, traduzione e tavola alfabetica di Giuseppe Viggiani, § Biblioteca delle Due Sicilie, Edizione Scientifiche Italiane. Dopo, fu nuovamente pubblicata per § Milano, Editore Leonardo, 1991 e § Capri, Edizioni La Conchiglia, 2002